# Jean Bernadaux
Jean Bernadaux, né le 23 février 1935 à Deneuvre (Meurthe-et-Moselle), est un homme politique français.

## Biographie
Directeur d'école, Jean Bernadaux est maire de Villers-lès-Nancy de 1980 à 2001 et conseiller général de Meurthe-et-Moselle (canton de Laxou) de 1982 à 1994. Élu sénateur de Meurthe-et-Moselle en 1992, il siégea parmi le groupe Union centriste jusqu'à la fin de son mandat en 2001.